# Fikret Hasić

## Fikret Hasić
Fikret Hasić (rođen 6. septembra 1994. godine u Skoplju) je bosanski pevač narodne muzike koji živi i djeluje u Severnoj Makedoniji. Postao je poznat pjesmom Srce na dlanu iz 2022. godine. Njegov muzički stil kombinuje savremeni narodni zvuk i emotivne tekstove, a pjesme izvodi na bosanskom jeziku.

### Biografija
Fikret Hasić je bosanskog porijekla, rođen je u Skoplju, Severna Makedonija. Porodica mu je iz Srbije, iz Sandžaka, tačnije iz okoline Tutina. Visok je 187 cm. Poznat je po vedrom duhu i emotivnom izvođenju, često se opisuje kao izvođač koji se celog daje publici kroz svoju muziku.

### Muzička karijera
Hasić je stekao prepoznatljivost pjesmom Srce na dlanu, koju je objavio 2022. godine. Autor teksta, muzike i aranžmana je Boris Ostojić. Pjesma je snimljena u modernom narodnom stilu i ubrzo je postala popularna među publikom u regionu. Spot za ovu pjesmu možete pogledati na YouTube-u:
{{#ev:youtube|F7yBkVCx8dU}}
Nakon tog uspjeha, nastavio je da nastupa na manjim događajima, svadbama i lokalnim prostorima, gdje izvođenje narodne muzike i sevdalinki spaja sa savremenim muzičkim pristupom. Njegovi nastupi karakterišu emotivnost i energija.

### Stil i uticaji
Muzički izraz Fikreta Hasića spaja tradicionalnu narodnu muziku sa modernim elementima, što mu omogućava da dopre do šire publike, ali i da očuva kulturno nasljeđe bošnjačke zajednice.

### Doprinos
Kroz svoje nastupe i angažman u muzičkoj zajednici, Hasić doprinosi očuvanju bosanskog jezika i kulture, naročito u dijaspori Severne Makedonije.

## Spoljni linkovi
- Fikret Hasić - YouTube kanal
- Fikret Hasić - Facebook stranica